# Howz

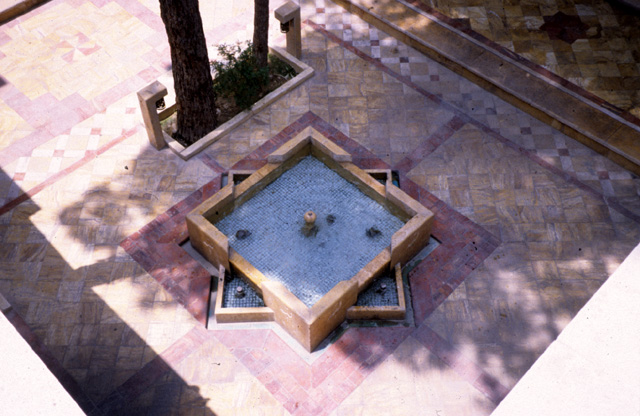
Un piccolo howz in una moschea di Teheran nella forma tradizionale di due quadrati, uno ruotato di 45 gradi.

Nell'architettura tradizionale persiana, un howz (in persiano حوض‎) è una piscina di posizione centrale. 
Se in una casa tradizionale o in un cortile privato, è usata per la balneazione, l'estetica o entrambi. Se in un sahn di una moschea, è utilizzato per eseguire le abluzioni. Un howz è di solito profondo intorno ai 30 centimetri. E può essere usato come un "teatro" per le persone per sedersi su tutti i lati della piscina, mentre intrattiene gli altri.
L'howz è caratteristico dei giardini persiani.

## Galleria d'immagini

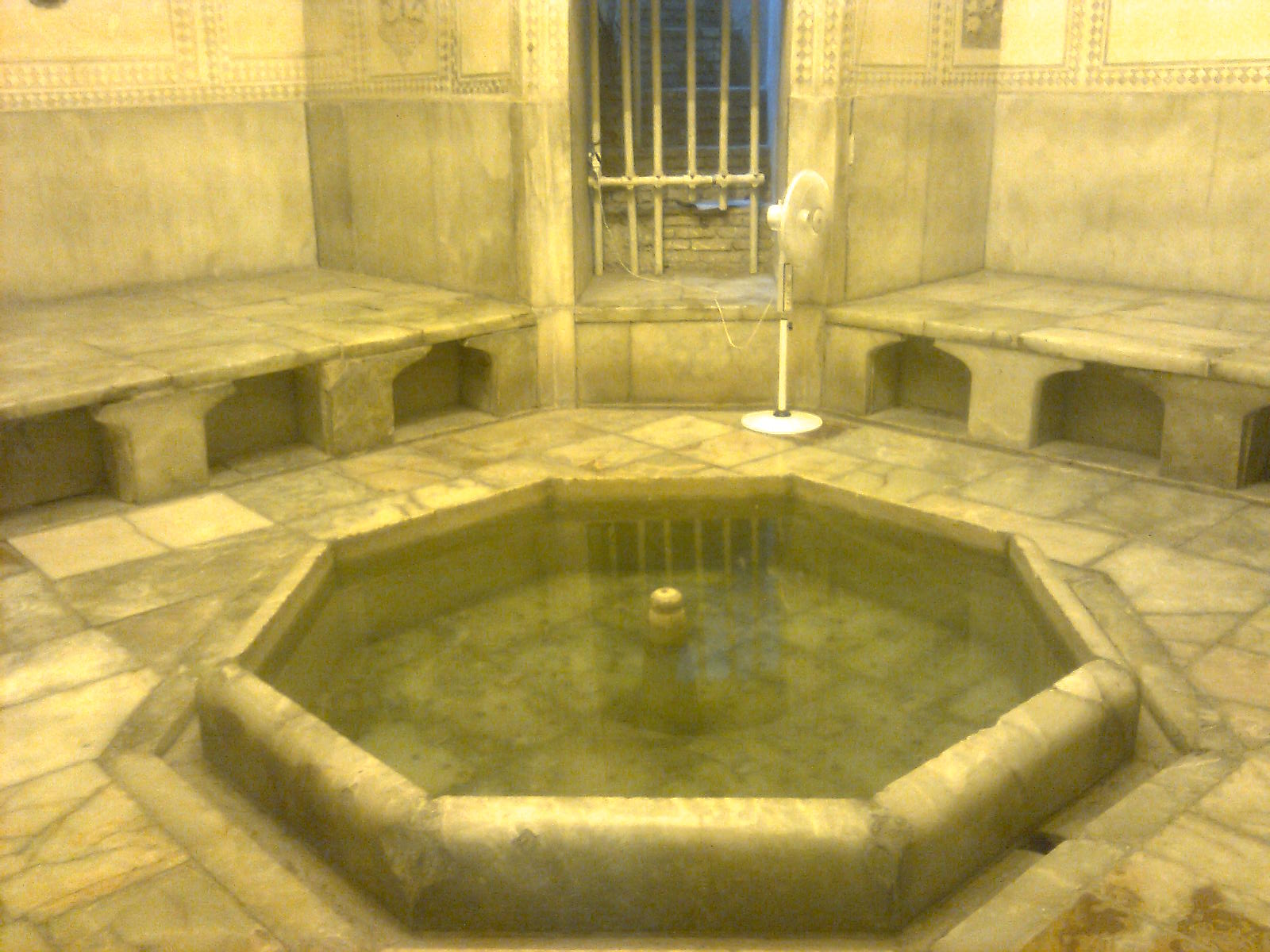
Un howz nel bagno della casa storica di Arg di Karim Khan
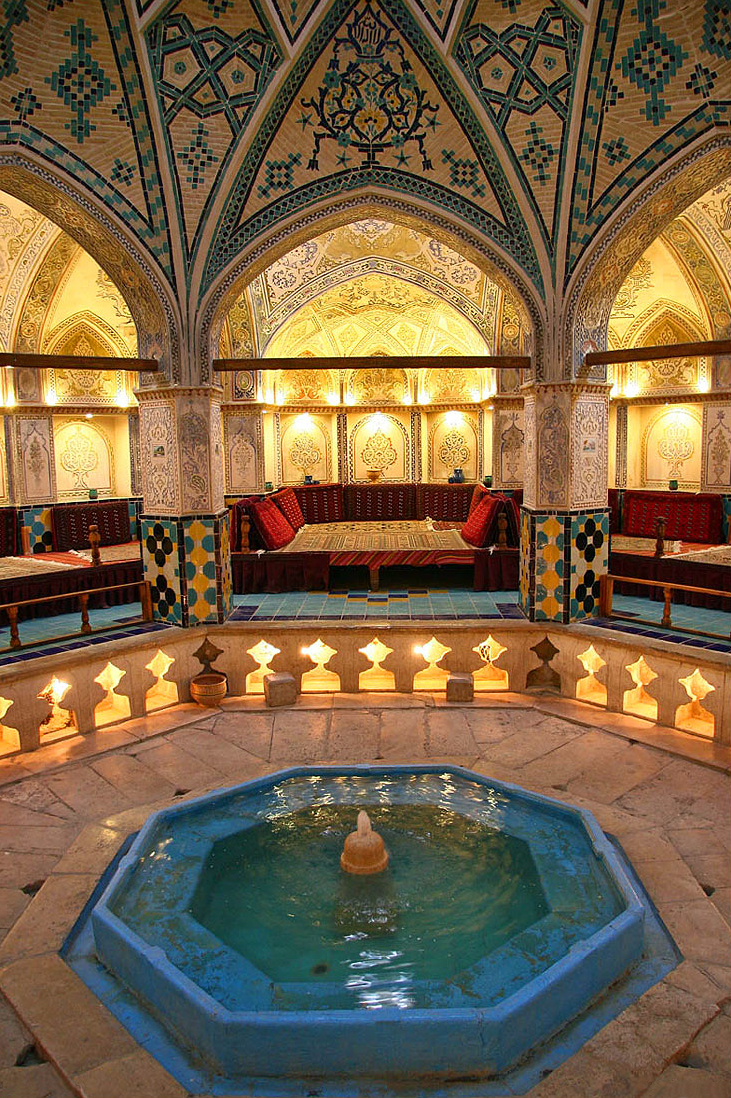
Howz nel Bagno Soltan Amir Ahmad a Kashan, Iran
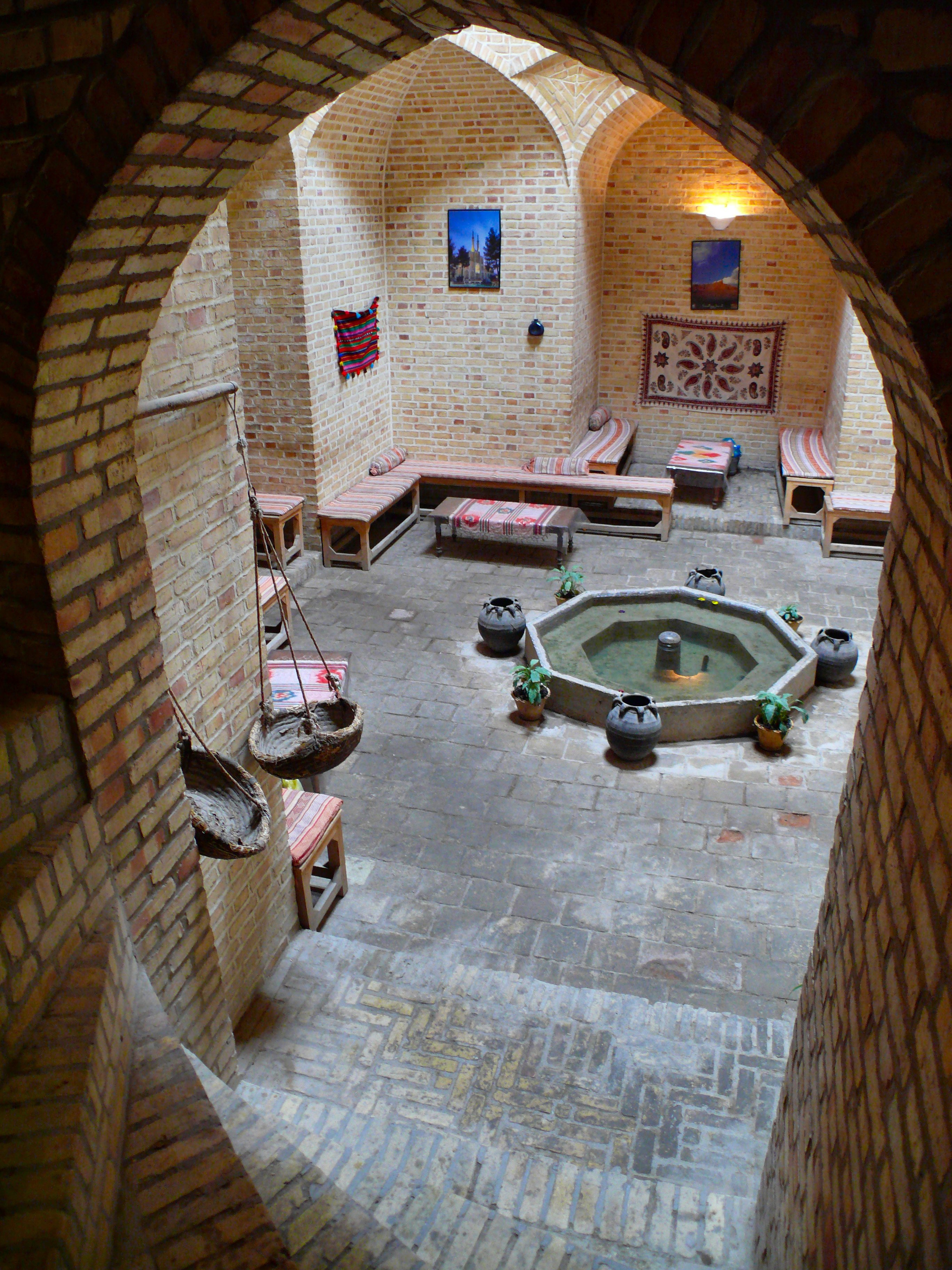
Un howz in una casa da tè sotterranea storica (chaikhaneh) a Yazd
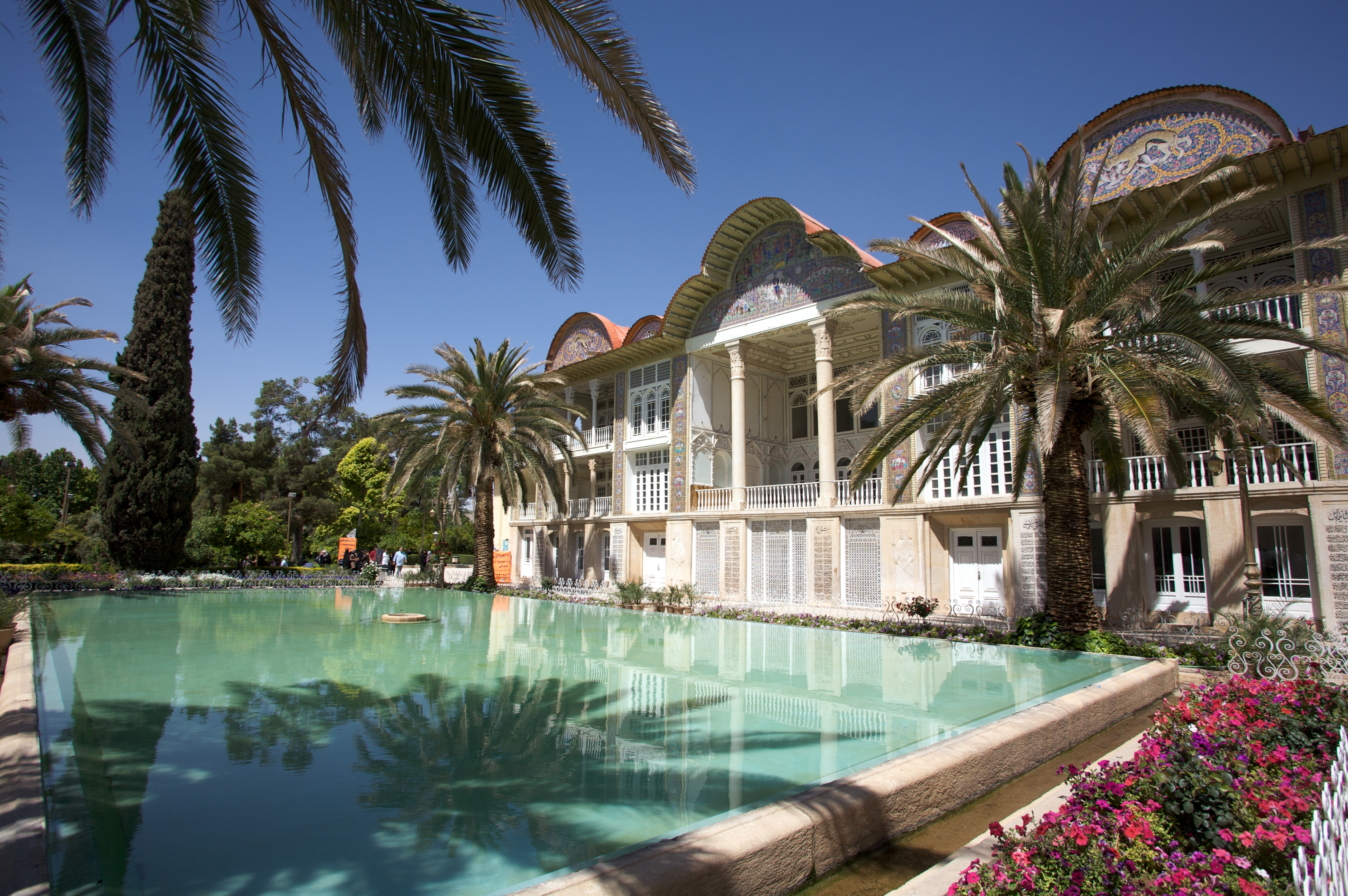
Howz nel Giardino Eram
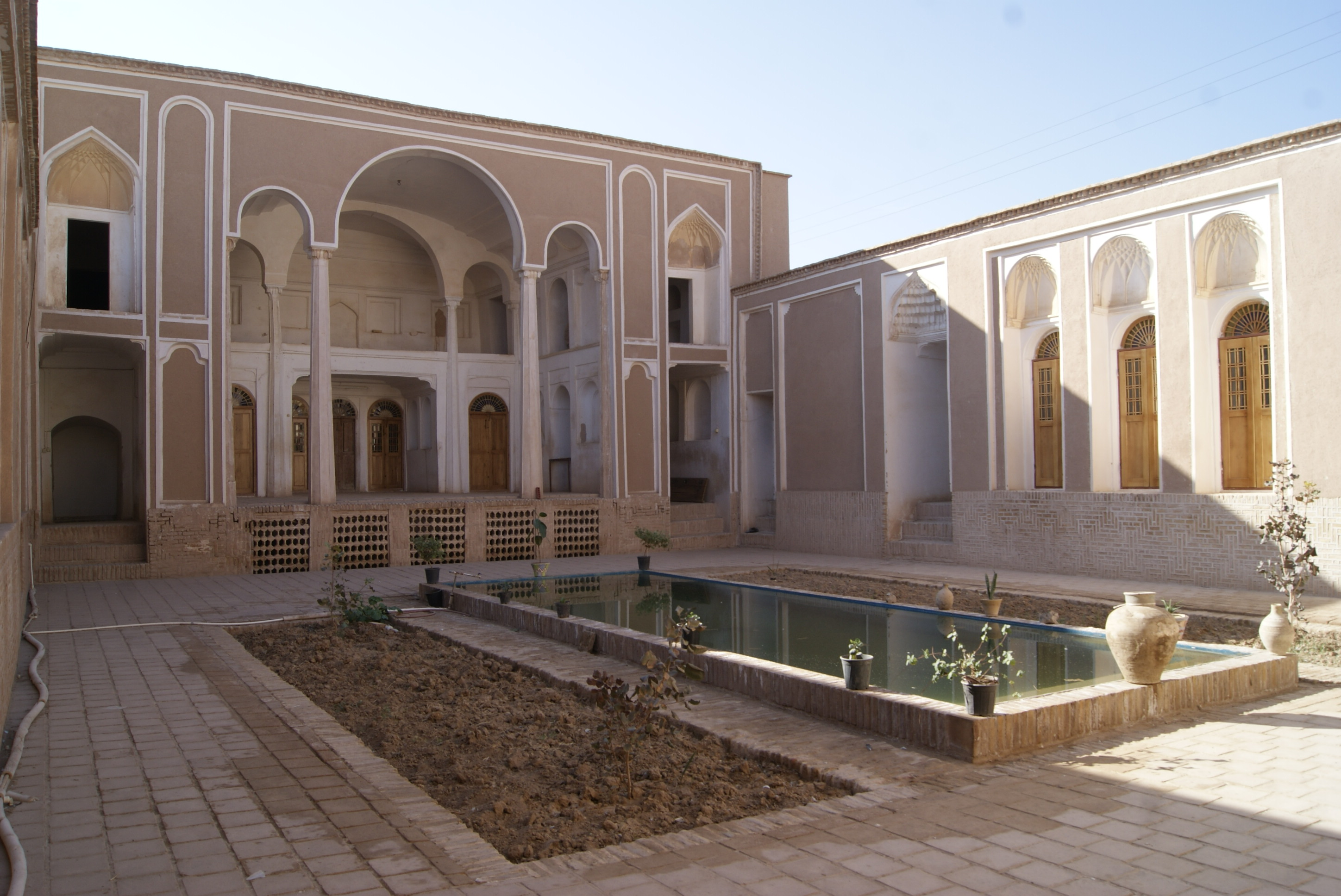
Howz nel cortile della Casa Mostowfi
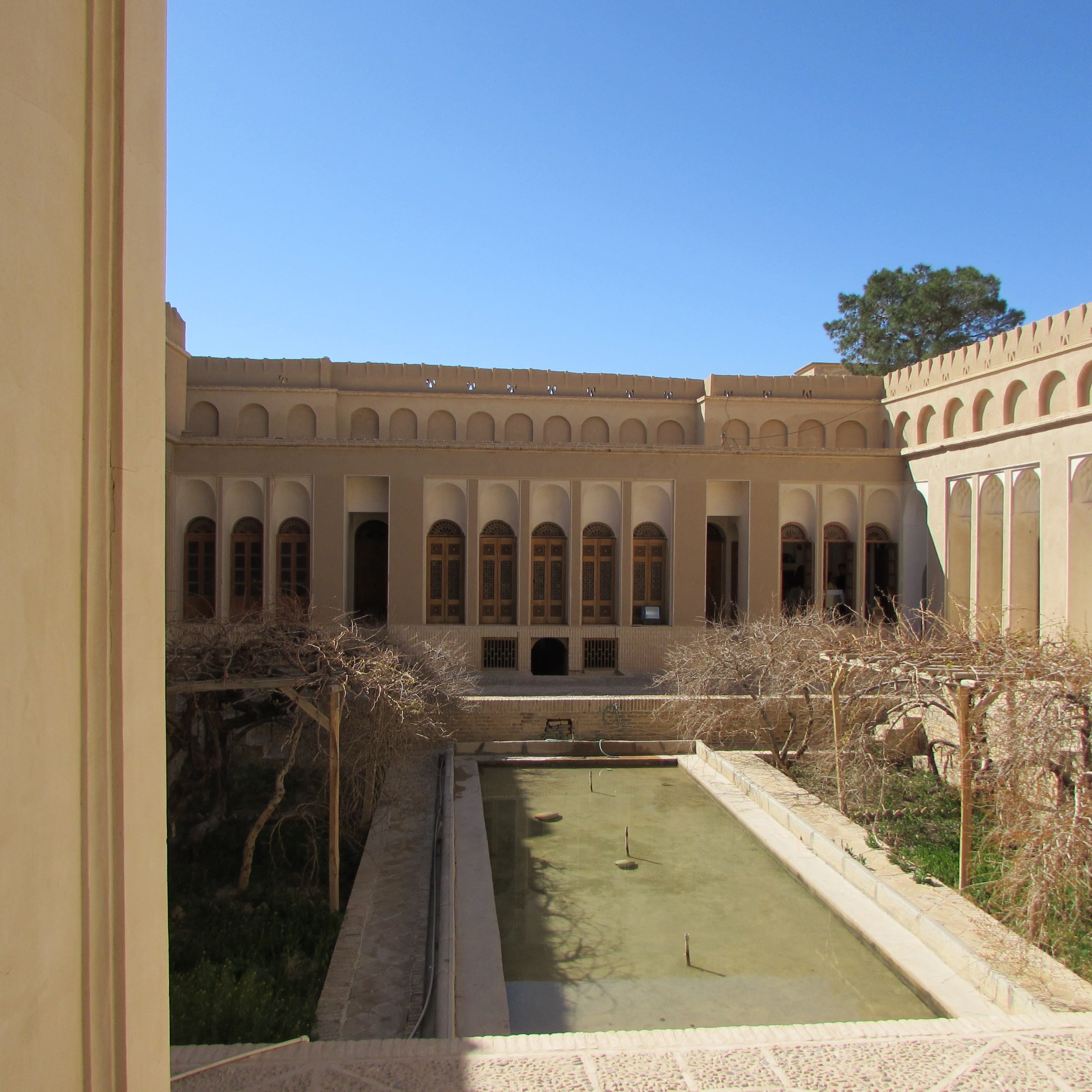
Un grande howz rettangolare in una casa tradizionale iraniana
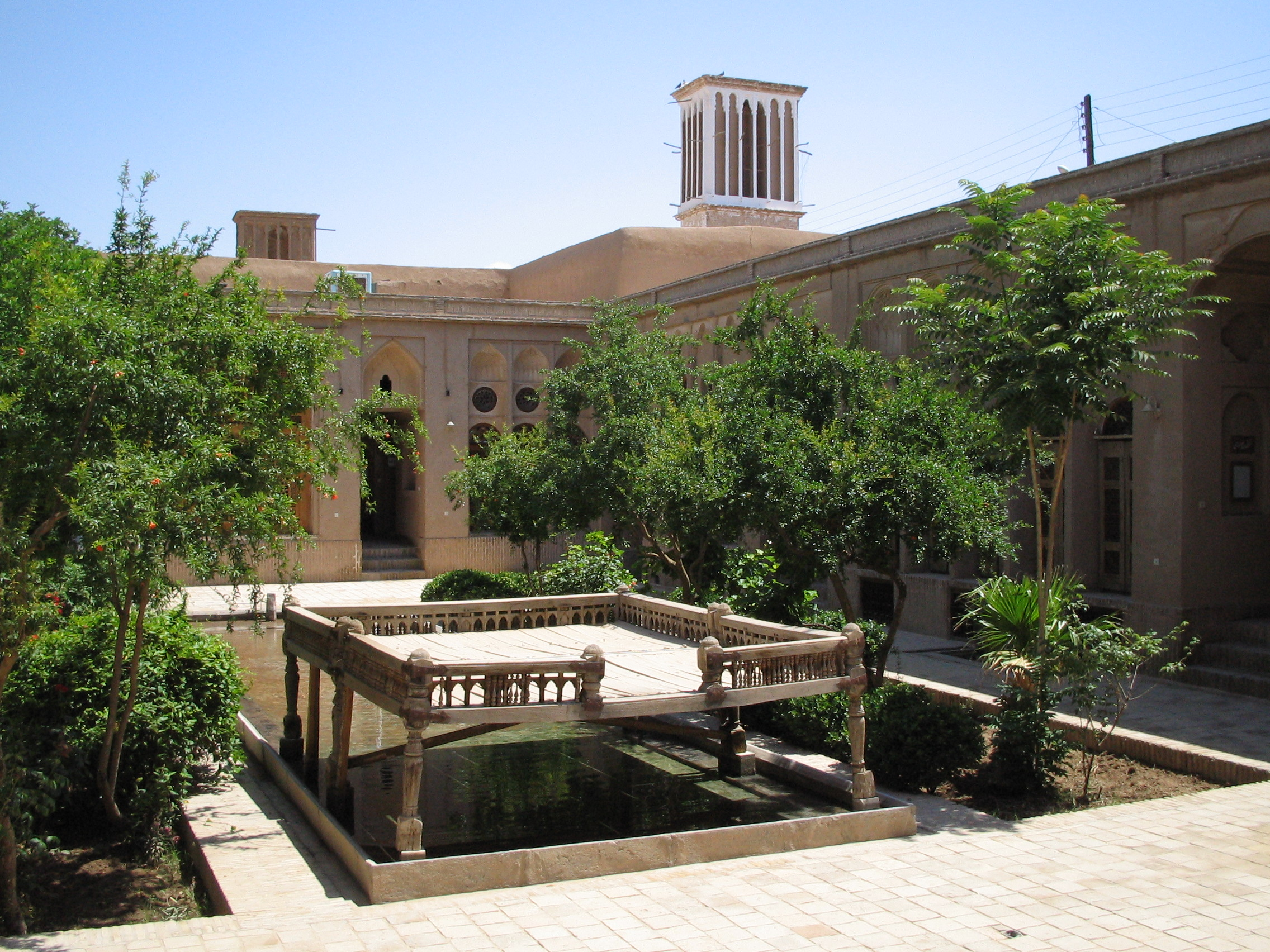
Howz del Khaneh Lari, Yazd
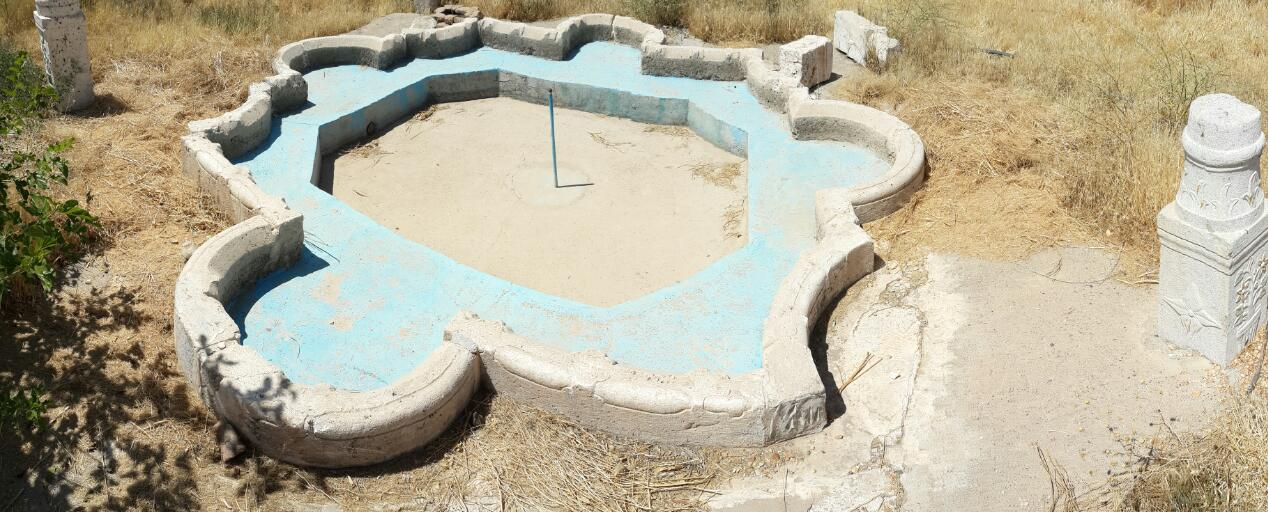
Un howz vuoto di forma asimmetrica